# Motala
Motala (em sueco: Motala;  PRONÚNCIA) é uma cidade portuária e industrial da Östergötland, na Suécia.

Está situada junto ao lago Vättern, e por ela passam o rio Motala e o canal de Gota.

A cidade entrou num período de ascensão com a construção do Canal de Göta, no início do século XIX.

Tem uma área de 19,10 km² e uma populacão de 31 340 habitantes (2021).

É a sede do município de Motala, pertencente ao condado de Östergötland.

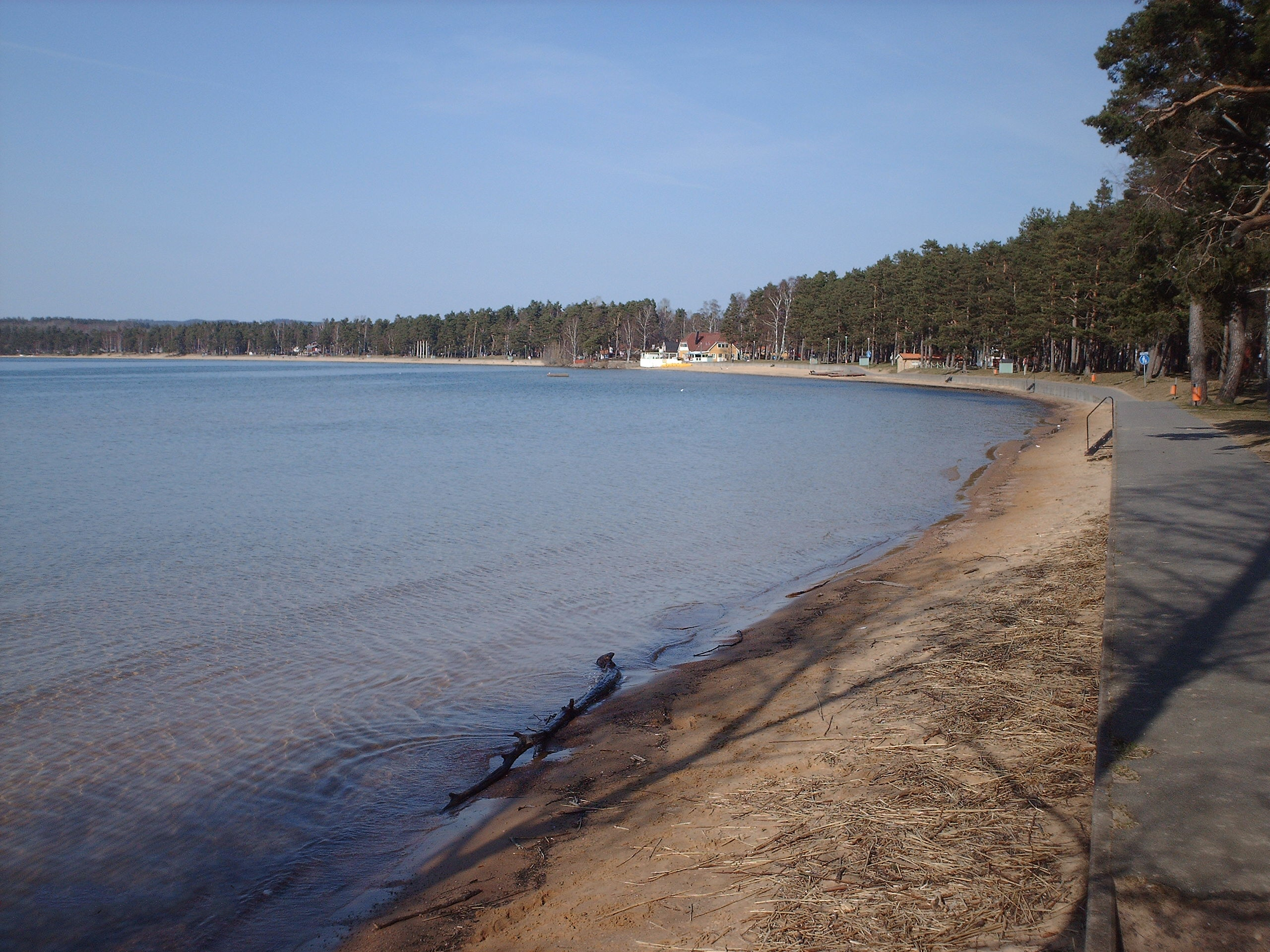
Varamon, primavera de 2007

Uma atração turística da cidade e da região é a praia de Varamon - descrita regionalmente como a "Copacabana da Europa do Norte". Esta extensa praia de banho, na margem do lago Vättern, dispõe de restaurantes, locais de lazer, parque de campismo, campos de golfe e de ténis. É igualmente um centro de prática de surf e de caiaque.